# Nuevo Ideal (kommun)
Nuevo Ideal är en kommun i Mexiko.   Den ligger i delstaten Durango, i den centrala delen av landet, 800 km nordväst om huvudstaden Mexico City.
Följande samhällen finns i Nuevo Ideal:
- Nuevo Ideal
- El Nuevo Porvenir
- Villa Hermosa
- Melchor Ocampo
- Raúl Madero
- San Miguel de Allende
- Once de Marzo
- Lugar de Rosas
- Nueva Tierra Limpia
- Libertadores del Llano
- Bajío Verde
- Campo de Gracia